# Козачі Лагері (Каховський район)
Коза́чі Лагері — село в Україні, у Горностаївській селищній громаді Каховського району Херсонської області. Населення становить 504 осіб.
Колективне сільськогосподарське підприємство «Більшовик». ПСП «Колос». Загальноосвітня школа І–ІІІ ст. Дитсадок «Теремок».

## Історія
У лютому 2022 року село тимчасово окуповане російськими військами під час російсько-української війни.
22 червня 2023 року рішенням №230 Національної комісії зі стандартів державної мови віднесено до списку населених пунктів, які «можуть не відповідати лексичним нормам української мови», зокрема стосуватися «російської імперської чи колоніальної політики». Громаді рекомендовано запропонувати нову назву в установленому законодавством порядку.

## Населення
Згідно з переписом УРСР 1989 року чисельність наявного населення села становила 571 особа, з яких 263 чоловіки та 308 жінок.
За переписом населення України 2001 року в селі мешкало 496 осіб.

### Мова
Розподіл населення за рідною мовою за даними перепису 2001 року:
| Мова       | Відсоток |
| ---------- | -------- |
| українська | 98,81 %  |
| російська  | 1,19 %   |